# Бобіно (село)
Бо́біно (рос. Бобино) — село у складі Слободського району Кіровської області, Росія. Адміністративний центр Бобінського сільського поселення.

## Населення
Населення становить 954 особи (2010, 960 у 2002).
Національний склад станом на 2002 рік — росіяни 96 %.

## Історія
Вперше село згадується 1603 року, тоді у ньому була церква. 1629 року у селі нараховувалось 118 жителів, воно було центром Бобінського тяглого стана Хлиновського повіту. До 1929 року село входило до складу Вятської волості Вятського повіту.